# 6321 Намуратакао
6321 Намуратакао (6321 Namuratakao) — астероїд головного поясу, відкритий 19 січня 1991 року.
Тіссеранів параметр щодо Юпітера — 3,360.
Названо на честь Намура Такао (яп. なむら・たかお(苗村敬夫) намура такао)